# Cocconia halleriae
Cocconia halleriae är en svampart som beskrevs av Hansf. 1947. Cocconia halleriae ingår i släktet Cocconia och familjen Parmulariaceae.   Inga underarter finns listade i Catalogue of Life.